# Шуа-Крихи
Шуа-Крихи (груз. შუა კრიხი) — село в Грузии, на территории Амбролаурского муниципалитета края (мхаре) Рача-Лечхуми и Нижняя Сванетия.

## География
Село находится в северной части Грузии, на правом берегу реки Крихулы, на расстоянии 3,5 километров к юго-востоку от города Амбролаури, административного центра муниципалитета. Абсолютная высота — 695 метров над уровнем моря.

## Население
По результатам официальной переписи населения 2014 года, в Шуа-Крихи проживало 10 человек (5 мужчин и 5 женщин). В национальной структуре населения грузины составляли 100 %.
| Год  | Население, человек |
| ---- | ------------------ |
| 2002 | 10                 |
| 2014 | → 10               |